# Aleksander Schneider (muzyk)
Aleksander Schneider, ros. Саша Шнайдер, właśc. Awrom Sznajder, ros. Авром Шнайдер (ur. 21 października 1908 w Wilnie, zm. 2 lutego 1993 w Nowym Jorku) – amerykański skrzypek pochodzenia żydowskiego.

## Życiorys
Naukę gry na skrzypcach rozpoczął w Konserwatorium Wileńskim. W 1924 zamieszkał w Niemczech, uczył się we Frankfurcie u koncertmistrza Opery Frankfurckiej Adolfa Rebnera i w Berlinie u Karla Flescha. W 1927 został koncertmistrzem orkiestry symfonicznej w Saarbrücken, od 1929 grał w orkiestrze radiowej w Hamburgu, jednocześnie prowadząc własny kwartet smyczkowy.
W 1932 w obawie przed dojściem Hitlera do władzy opuścił Niemcy i zamieszkał w Budapeszcie, gdzie został wraz z bratem członkiem Kwartetu Budapeszteńskiego.
Wraz z kwartetem w 1937 przeniósł się do Nowego Jorku, pozostał w składzie zespołu do 1944. Występował w różnych zespołach kameralnych, od 1950 z Pablo Casalsem. W 1955 powrócił do Kwartetu Budapeszteńskiego i grał do końca istnienia zespołu w 1967. W 1972 stworzył zespół Soliści Brandenburscy.
Aleksander Schneider nagrał 300 utworów 39 kompozytorów od baroku do współczesności.